# Cratere McNally
McNally è un cratere lunare di 47,03 km situato nella parte nord-orientale della faccia nascosta della Luna.